# Charles Saubert de Larcy
Charles Saubert de Larcy (Le Vigan, 20 agosto 1805 – Pierrelatte, 6 ottobre 1882) è stato un politico francese.

## Biografia
Studiò a Parigi nel Collegio Henri IV, si laureò in giurisprudenza ed entrò nel 1827 in magistratura, dimettendosi nel 1830 alla Rivoluzione di luglio. Di opinioni legittimiste, fu eletto il 4 marzo 1839 alla Camera dei deputati. Anche con la proclamazione della Repubblica, nel 1848, si presentò alle elezioni per l'Assemblea costituente e fu eletto sedendo a destra. Fu rieletto all'Assemblea nazionale nel 1849 e votò a favore della spedizione romana, per la restrizione del suffragio universale e per la legge Falloux, che affidava l'istruzione al clero.
Contrario al colpo di Stato di Luigi Bonaparte, si ritirò a vita privata, ma si ripresento candidato al Corpo legislativo nel 1864, senza essere eletto. Dopo la caduta dell'Impero tornò attivamente in politica, venendo eletto all'Assemblea Nazionale l'8 febbraio 1871 e nominato da Thiers ministro dei Lavori pubblici. Si dimise il 30 novembre 1872, deluso della mancata restaurazione monarchica.
Tornò al ministero dei Lavori pubblici con il governo de Broglie il 26 novembre 1873. Fu eletto senatore a vita il 4 dicembre 1877, mantenendo sempre posizioni politiche monarchiche e clericali. Collaboratore dei quotidiani Le Correspondant e La Gazette de France, scrisse anche alcuni saggi storici, come Des vicissitudes politiques de la France nel 1860, e Louis XVI et les États-Généraux nel 1868.